# 国立病院機構熊本南病院
独立行政法人国立病院機構熊本南病院（どくりつぎょうせいほうじんこくりつびょういんきこうくまもとみなみびょういん）は、熊本県宇城市松橋町豊福に所在する独立行政法人国立病院機構運営の病院である。旧称は国立療養所熊本南病院で、2004年4月1日に現在の名称となった。熊本県に4つある国立病院のうちのひとつであり、政策医療分野における呼吸器疾患（結核含む）の専門医療施設である。

## 沿革
旧国立療養所三角病院
- 1922年（大正11年）5月 - 社会事業団杏仁会戸馳保養園として創設
- 1925年（大正14年）6月 - 日赤熊本支部戸馳療養所併設
- 1934年（昭和8年）8月 - 熊本市立戸馳療養所併設
- 1943年（昭和18年）4月 - 熊本市立戸馳療養所が日本医療団に統合
- 1944年（昭和19年）4月 - 社会事業団杏仁会戸馳保養園と日赤熊本支部戸馳療養所が日本医療団に統合
- 1947年（昭和22年）4月 - 厚生省に移管し、国立療養所豊福園分院国立戸馳療養所として発足
- 1952年（昭和27年）4月 - 国立戸馳療養所として独立
- 1982年（昭和57年）5月 - 新築移転し、国立療養所三角病院と改称

旧国立療養所熊本南病院
- 1939年（昭和14年）3月 - 熊本県立豊福園として創設
- 1943年（昭和18年）4月 - 日本医療団に移管
- 1947年（昭和22年）4月 - 厚生省に移管し、国立療養所豊福園として発足。
- 1979年（昭和54年）4月 - 国立療養所熊本南病院と改称

独立行政法人国立病院機構熊本南病院
- 2003年（平成15年）3月 - 国立病院等再編成計画により、旧国立療養所熊本南病院と旧国立療養所三角病院が統合し、この地において国立療養所熊本南病院として開設
- 2004年（平成16年）4月1日 - 国立病院・国立療養所の独立行政法人化に伴い、独立行政法人国立病院機構熊本南病院となる。

## 診療科
- 内科
- 神経内科
- 呼吸器科
- 消化器科
- 循環器科
- リウマチ科
- 外科
- 整形外科
- 呼吸器外科
- リハビリテーション科
- 放射線科
- 麻酔科

## 交通
- JR九州鹿児島本線松橋駅からタクシー10分